# The House of Fortescue
The House of Fortescue è un film muto del 1916 diretto da Frank Wilson.

## Trama
Un milionario australiano sposa una ragazza per salvare la fabbrica di suo padre.

## Produzione
Il film fu prodotto dalla Hepworth.

## Distribuzione
Distribuito dalla Harma Photoplays, il film uscì nelle sale cinematografiche britanniche nel novembre 1916.
Fu distrutto nel 1924 dallo stesso produttore, Cecil M. Hepworth. Fallito, in gravissime difficoltà finanziarie, Hepworth pensò in questo modo di poter almeno recuperare il nitrato d'argento della pellicola.